# Jean Lafitte (Luizjana)
Jean Lafitte – miasto w Stanach Zjednoczonych, w stanie Luizjana, w parafii Jefferson.